# Campeonato Goiano 2022
El Campeonato Goiano de Fútbol 2022 fue la 79.ª edición de la primera división de fútbol del estado de Goiás. El torneo fue organizado por la Federação Goiana de Futebol (FGF). El torneo comenzó el 25 de enero y finalizó el 2 de abril.
Atlético Goianiense se consagró campeón venciendo a Goiás en las finales, conquistando así su título estadual número 16, convirtiéndose además en el segundo equipo con mayor cantidad de títulos, solo por detrás de Goiás.

## Sistema de juego

### Primera fase
Los 12 equipos, son divididos en dos grupos de 6 cada uno. Los clubes se enfrentan en partidos de ida y vuelta, haciendo así 10 fechas en total. Una vez terminada la primera fase, los cuatro primeros de cada grupo avanzan a cuartos de final.
El último de cada grupo desciende a la División Goiana de Ascenso.

### Segunda fase
- Cuartos de final: Los enfrentamientos se emparejan con respecto al puntaje de la primera fase, de la siguiente forma:
  - 1.º A vs. 4.º B
  - 2.º A vs. 3.º B
  - 2.º B vs. 3.º A
  - 1.º B vs. 4.º A

- Semifinales: Los cuatro equipos en esta ronda se emparejan con respecto al puntaje acumulado que tengan en ese momento, el equipo con mayor puntaje se enfrentará al equipo con menor puntaje y el segundo contra el tercero.

- Final: Los dos ganadores de las semifinales disputan la final.

- Nota 1: Todas las llaves de segunda fase se disputan en partidos de ida y vuelta, comenzando la llave como local el club con menor cantidad de puntos acumulados.
- Nota 2: En caso de empate en puntos y diferencia de goles en cualquier llave, se definirá en tanda de penales. No se consideran goles de visita.

### Clasificaciones
- Copa de Brasil 2023: Clasifican los tres mejores equipos que aún no se hayan clasificado a esta copa.
- Serie D 2023: Clasifican los tres mejores equipos de la tabla acumulada que no disputen la Serie A, Serie B o Serie C en la temporada 2022 o la Serie C en 2023.
- Copa Verde 2023: Clasifica únicamente el campeón del campeonato.

## Equipos participantes
| Equipo              | Ciudad               | Estadio                     | Capacidad | Posición 2021      | Títulos (último) |
| ------------------- | -------------------- | --------------------------- | --------- | ------------------ | ---------------- |
| Anápolis            | Anápolis             | Jonas Duarte                | 49 640    | 5.º                | 1 (1965)         |
| Aparecidense        | Aparecida de Goiânia | Annibal Batista de Toledo   | 4 800     | 4.º                | 0                |
| Atlético Goianiense | Goiânia              | Antonio Accioly             | 12 500    | 3.º                | 15 (2020)        |
| CRAC Catalão        | Catalão              | Genervino da Fonseca        | 8 500     | 10.º               | 2 (2004)         |
| Goianésia           | Goianésia            | Valdeir José de Oliveira    | 8 110     | 9.º                | 0                |
| Goiás               | Goiânia              | Hailé Pinheiro              | 9 900     | 7.º                | 28 (2018)        |
| Goiatuba            | Goiatuba             | Divinão                     | 15 000    | 1.º (2.ª división) | 1 (1992)         |
| Grêmio Anápolis     | Anápolis             | Jonas Duarte                | 49 640    | Campeón            | 1 (2021)         |
| Iporá               | Iporá                | Francisco José Ferreira     | 3 500     | 6.º                | 0                |
| Jataiense           | Jataí                | Arapucão                    | 30 000    | 8.º                | 0                |
| Morrinhos           | Morrinhos            | João Vilela                 | 5 040     | 2.º (2.ª división) | 0                |
| Vila Nova           | Goiânia              | Onésio Brasileiro Alvarenga | 11 788    | 2.º                | 15 (2005)        |

| Crecimiento | Equipos provenientes de la División Goiana de Ascenso 2021. |

## Primera fase

### Grupo A
| Pos. | Equipo          | Pts. | PJ | G | E | P | GF | GC | Dif. | Clasificación          |
| ---- | --------------- | ---- | -- | - | - | - | -- | -- | ---- | ---------------------- |
| 1    | Goiás           | 23   | 10 | 7 | 2 | 1 | 19 | 8  | +11  | Fase final.            |
| 2    | Anápolis        | 20   | 10 | 6 | 2 | 2 | 14 | 9  | +5   | Fase final.            |
| 3    | Morrinhos       | 11   | 10 | 2 | 5 | 3 | 7  | 9  | −2   | Fase final.            |
| 4    | Goianésia       | 9    | 10 | 2 | 3 | 5 | 14 | 16 | −2   | Fase final.            |
| 5    | Grêmio Anápolis | 8    | 10 | 0 | 8 | 2 | 6  | 8  | −2   |                        |
| 6    | Jataiense       | 7    | 10 | 1 | 4 | 5 | 6  | 16 | −10  | Descenso de categoría. |

 Fuente: FGF
Criterios de clasificación: 1) Puntos; 2) Partidos ganados; 3) Diferencia de gol; 4) Goles anotados; 5) Enfrentamiento directo entre los equipos en cuestión; 6) Menor cantidad de tarjetas rojas; 7) Menor cantidad de tarjetas amarillas; 8) Sorteo.

#### Resultados
| Local \ Visitante | ANA | GNS | GOI | GRE | JAT | MOR |
| ----------------- | --- | --- | --- | --- | --- | --- |
| Anápolis          | —   | 2–0 | 0–1 | 1–1 | 1–1 | 2–1 |
| Goianésia         | 2–3 | —   | 3–4 | 1–1 | 4–1 | 2–0 |
| Goiás             | 1–2 | 2–0 | —   | 2–1 | 3–1 | 2–0 |
| Grêmio Anápolis   | 0–1 | 2–2 | 0–0 | —   | 0–0 | 0–0 |
| Jataiense         | 0–1 | 1–0 | 0–3 | 1–1 | —   | 0–2 |
| Morrinhos         | 2–1 | 0–0 | 1–1 | 0–0 | 1–1 | —   |

### Grupo B
| Pos. | Equipo              | Pts. | PJ | G | E | P | GF | GC | Dif. | Clasificación          |
| ---- | ------------------- | ---- | -- | - | - | - | -- | -- | ---- | ---------------------- |
| 1    | Vila Nova           | 18   | 10 | 5 | 3 | 2 | 17 | 9  | +8   | Fase final.            |
| 2    | Atlético Goianiense | 17   | 10 | 5 | 2 | 3 | 12 | 9  | +3   | Fase final.            |
| 3    | Iporá               | 15   | 10 | 4 | 3 | 3 | 12 | 15 | −3   | Fase final.            |
| 4    | CRAC Catalão        | 13   | 10 | 3 | 4 | 3 | 13 | 12 | +1   | Fase final.            |
| 5    | Aparecidense        | 12   | 10 | 3 | 3 | 4 | 11 | 13 | −2   |                        |
| 6    | Goiatuba            | 6    | 10 | 1 | 3 | 6 | 7  | 14 | −7   | Descenso de categoría. |

 Fuente: FGF
Criterios de clasificación: 1) Puntos; 2) Partidos ganados; 3) Diferencia de gol; 4) Goles anotados; 5) Enfrentamiento directo entre los equipos en cuestión; 6) Menor cantidad de tarjetas rojas; 7) Menor cantidad de tarjetas amarillas; 8) Sorteo.

#### Resultados
| Local \ Visitante   | APA | ATG | CRA | GOI | IPO | VIL |
| ------------------- | --- | --- | --- | --- | --- | --- |
| Aparecidense        | —   | 1–2 | 2–1 | 2–0 | 2–2 | 2–1 |
| Atlético Goianiense | 2–0 | —   | 1–0 | 1–2 | 1–1 | 0–2 |
| CRAC Catalão        | 1–1 | 0–0 | —   | 3–2 | 5–2 | 1–1 |
| Goiatuba            | 1–1 | 0–2 | 0–1 | —   | 0–1 | 1–1 |
| Iporá               | 1–0 | 0–1 | 2–0 | 1–1 | —   | 2–0 |
| Vila Nova           | 2–0 | 3–2 | 1–1 | 1–0 | 5–0 | —   |

## Fase final

#### Cuadro de desarrollo
|  | Cuartos de final | Cuartos de final    | Cuartos de final | Cuartos de final    | Cuartos de final |   |   | Semifinales       | Semifinales       | Semifinales       | Semifinales       | Semifinales       |  |   | Final                    | Final                    | Final                    | Final                    | Final                    |  |
|  | 9 al 13 de marzo | 9 al 13 de marzo    | 9 al 13 de marzo | 9 al 13 de marzo    | 9 al 13 de marzo |   |   | 19 al 23 de marzo | 19 al 23 de marzo | 19 al 23 de marzo | 19 al 23 de marzo | 19 al 23 de marzo |  |   | 26 de marzo y 2 de abril | 26 de marzo y 2 de abril | 26 de marzo y 2 de abril | 26 de marzo y 2 de abril | 26 de marzo y 2 de abril |  |
|  |                  |                     |                  |                     |                  |   |   |                   |                   |                   |                   |                   |  |   |                          |                          |                          |                          |                          |  |
|  |                  |                     |                  |                     |                  |   |   |                   |                   |                   |                   |                   |  |   |                          |                          |                          |                          |                          |  |
|  | 1A               | Goiás               | 3                | 3                   | 6                |   |   |                   |                   |                   |                   |                   |  |   |                          |                          |                          |                          |                          |  |
|  | 1A               | Goiás               | 3                | 3                   | 6                |   |   |                   |                   |                   |                   |                   |  |   |                          |                          |                          |                          |                          |  |
|  | 4B               | CRAC Catalão        | 0                | 0                   | 0                |   |   |                   |                   |                   |                   |                   |  |   |                          |                          |                          |                          |                          |  |
|  | 4B               | CRAC Catalão        | 0                | 0                   | 0                |   | 1 | Goiás             | 2                 | 2                 | 4                 |                   |  |   |                          |                          |                          |                          |                          |  |
|  |                  |                     |                  |                     |                  |   | 1 | Goiás             | 2                 | 2                 | 4                 |                   |  |   |                          |                          |                          |                          |                          |  |
|  |                  |                     | 4                | Iporá               | 0                | 3 | 3 |                   |                   |                   |                   |                   |  |   |                          |                          |                          |                          |                          |  |
|  | 2A               | Anápolis            | 4                | Iporá               | 0                | 3 | 3 | 1                 | 0                 | 1                 |                   |                   |  |   |                          |                          |                          |                          |                          |  |
|  | 2A               | Anápolis            |                  |                     |                  |   |   |                   |                   | 1                 |                   |                   |  |   |                          |                          |                          |                          |                          |  |
|  | 3B               | Iporá               | 1                | 1                   | 2                |   |   |                   |                   |                   |                   |                   |  |   |                          |                          |                          |                          |                          |  |
|  | 3B               | Iporá               | 1                | 1                   | 2                |   |   |                   |                   |                   |                   |                   |  | 1 | Goiás                    | 0                        | 1                        | 1                        |                          |  |
|  |                  |                     |                  |                     |                  |   |   |                   |                   |                   |                   |                   |  | 1 | Goiás                    | 0                        | 1                        | 1                        |                          |  |
|  |                  |                     | 3                | Atlético Goianiense | 1                | 3 | 4 |                   |                   |                   |                   |                   |  |   |                          |                          |                          |                          |                          |  |
|  | 1B               | Vila Nova           | 3                | Atlético Goianiense | 1                | 3 | 4 | 2                 | 3                 | 5                 |                   |                   |  |   |                          |                          |                          |                          |                          |  |
|  | 1B               | Vila Nova           |                  |                     |                  |   |   |                   |                   | 5                 |                   |                   |  |   |                          |                          |                          |                          |                          |  |
|  | 4A               | Goianésia           | 1                | 1                   | 2                |   |   |                   |                   |                   |                   |                   |  |   |                          |                          |                          |                          |                          |  |
|  | 4A               | Goianésia           | 1                | 1                   | 2                |   | 2 | Vila Nova         | 2                 | 1                 | 3                 |                   |  |   |                          |                          |                          |                          |                          |  |
|  |                  |                     |                  |                     |                  |   | 2 | Vila Nova         | 2                 | 1                 | 3                 |                   |  |   |                          |                          |                          |                          |                          |  |
|  |                  |                     | 3                | Atlético Goianiense | 3                | 1 | 4 |                   |                   |                   |                   |                   |  |   |                          |                          |                          |                          |                          |  |
|  | 2B               | Atlético Goianiense | 3                | Atlético Goianiense | 3                | 1 | 4 | 1                 | 3                 | 4                 |                   |                   |  |   |                          |                          |                          |                          |                          |  |
|  | 2B               | Atlético Goianiense |                  |                     |                  |   |   |                   |                   | 4                 |                   |                   |  |   |                          |                          |                          |                          |                          |  |
|  | 3A               | Morrinhos           | 0                | 0                   | 0                |   |   |                   |                   |                   |                   |                   |  |   |                          |                          |                          |                          |                          |  |
|  | 3A               | Morrinhos           | 0                | 0                   | 0                |   |   |                   |                   |                   |                   |                   |  |   |                          |                          |                          |                          |                          |  |
|  |                  |                     |                  |                     |                  |   |   |                   |                   |                   |                   |                   |  |   |                          |                          |                          |                          |                          |  |

Nota: El equipo que ocupa la primera línea es el que define la serie como local.
| Bandera del estado de Goiás      |
| Campeón                          |
| Atlético Goianiense 16.to título |

## Clasificación final
| Pos. | Equipo                  | Pts. | PJ | G  | E | P | GF | GC | Dif. | Clasificación                          |
| ---- | ----------------------- | ---- | -- | -- | - | - | -- | -- | ---- | -------------------------------------- |
| 1.°  | Atlético Goianiense (C) | 33   | 16 | 10 | 3 | 3 | 24 | 13 | +11  | Copa de Brasil 2023.                   |
| 2.°  | Goiás                   | 32   | 16 | 10 | 2 | 4 | 30 | 15 | +15  | Copa de Brasil 2023 y Copa Verde 2023. |
| 3.°  | Vila Nova               | 25   | 14 | 7  | 4 | 3 | 25 | 15 | +10  | Copa de Brasil 2023 y Copa Verde 2023. |
| 4.°  | Iporá                   | 22   | 14 | 6  | 4 | 4 | 17 | 20 | −3   | Serie D 2023.                          |
| 5.°  | Anápolis                | 21   | 12 | 6  | 3 | 3 | 15 | 11 | +4   | Serie D 2023.                          |
| 6.°  | CRAC Catalão            | 13   | 12 | 3  | 4 | 5 | 13 | 18 | −5   | Serie D 2023.                          |
| 7.°  | Morrinhos               | 11   | 12 | 2  | 5 | 5 | 7  | 13 | −6   |                                        |
| 8.°  | Goianésia               | 9    | 12 | 2  | 3 | 7 | 16 | 21 | −5   |                                        |
| 9.°  | Aparecidense            | 12   | 10 | 3  | 3 | 4 | 11 | 13 | −2   |                                        |
| 10.° | Grêmio Anápolis         | 8    | 10 | 0  | 8 | 2 | 6  | 8  | −2   |                                        |
| 11.° | Jataiense               | 7    | 10 | 1  | 4 | 5 | 6  | 16 | −10  | Segunda División 2023.                 |
| 12.° | Goiatuba                | 6    | 10 | 1  | 3 | 6 | 7  | 14 | −7   | Segunda División 2023.                 |

Reglas de clasificación: 1) Puntos; 2) Partidos ganados; 3) Diferencia de gol; 4) Goles anotados; 5) Enfrentamiento directo entre los equipos en cuestión; 6) Menor cantidad de tarjetas rojas; 7) Menor cantidad de tarjetas amarillas; 8) Sorteo.

Nota: Los cupos de clasificación para la Serie D 2023 pasaron a manos de Iporá, Anápolis y CRAC Catalão, debido a que Atlético Goianiense y Goiás disputan la Serie A en 2022, mientras que Vila Nova disputa la Serie B.

## Goleadores
| Pos. | Jugador         | Equipo              | Goles |
| ---- | --------------- | ------------------- | ----- |
| 1    | Nicolas         | Goiás               | 8     |
| 2    | Matheuzinho     | Vila Nova           | 7     |
|      | Pedro Raul      | Goiás               | 7     |
| 4    | Joãozinho       | Goianésia           | 6     |
| 5    | Rubens          | Vila Nova           | 5     |
| 6    | Erick Bahia     | Anápolis            | 4     |
|      | Nunes           | Goianésia           | 4     |
|      | Régis Potiguar  | Iporá               | 4     |
|      | Vinicius        | Goiás               | 4     |
|      | Marlon Freitas  | Atlético Goianiense | 4     |
|      | Wellington Rato | Atlético Goianiense | 4     |